# Cantaing-sur-Escaut
Cantaing-sur-Escaut – miejscowość i gmina we Francji, w regionie Hauts-de-France, w departamencie Nord.
Według danych na rok 1990 gminę zamieszkiwały 394 osoby, a gęstość zaludnienia wynosiła 61 osób/km² (wśród 1549 gmin regionu Nord-Pas-de-Calais Cantaing-sur-Escaut plasuje się na 856. miejscu pod względem liczby ludności, natomiast pod względem powierzchni na miejscu 554.).